# Kuss der Spinnenfrau (Musical)
Kuss der Spinnenfrau (engl. Originaltitel Kiss of the Spider Woman) ist ein Musical von John Kander (Musik) und Fred Ebb (Texte). Das Buch stammt von Terrence McNally und basiert auf dem erfolgreichen Roman Der Kuss der Spinnenfrau von Manuel Puig, der 1976 erschien.
Kiss of the Spider Woman wurde am 20. Oktober 1992 am Shaftesbury Theatre im Londoner West End erstaufgeführt, es lief dort 390 Mal. Dieselbe Produktion hatte ihre Broadway-Erstaufführung am 3. Mai 1993 im Broadhurst Theatre, sie endete am 1. Juli 1995 und kam dabei auf insgesamt 904 Vorstellungen. Regie führte Harold Prince, die Choreografie erarbeiteten Vincent Paterson und Rob Marshall. In der Rolle der Spinnenfrau war Chita Rivera zu sehen, als Molina Brent Carver und als Valentin Anthony Crivello.
Die deutschsprachige Erstaufführung fand in der Übersetzung von Michael Kunze am 28. November 1993 im Raimund Theater in Wien statt, mit Yamil Borges als Aurora/Spinnenfrau, Günther Mokesch als Molina und Thorsten Tinney als Valentin.
In der Deutschlandpremiere am 11. Mai 2002 am Landestheater Coburg spielten Agnes Hilpert (Aurora/Spinnenfrau), Alen Hodzovic (Molina) und Ralf Meyring (Valentin). Regie führte Detlef Altenbeck.

## Handlung
Der homosexuelle Molina und Valentín sitzen aus unterschiedlichen Gründen in einem südamerikanischen Gefängnis: Molina wegen Unzucht mit Minderjährigen und Valentín, weil er marxistischer Revolutionär ist. Am Anfang ist eine große Abneigung zwischen den beiden zu spüren, aber mit der Zeit entwickelt sich Freundschaft, bei Molina auch Liebe. Um dem brutalen Alltag im Gefängnis zu entkommen, stellt Molina sich Filmdiven aus den 1930er und 1940er Jahren vor. Vor allem die Diva Aurora in der Rolle der Spinnenfrau mit ihrem tödlichen Kuss ist es, die in seiner Fantasie den größten Raum einnimmt. Mit der Zeit lässt sich Valentín von dieser fantastischen Welt anstecken. Molina wird schließlich unter der Bedingung freigelassen, die Polizei zu den Verbündeten Valentíns zu führen. Dies tut er jedoch nicht. Er wird wieder verhaftet und landet am Ende in derselben Zelle wie zuvor. Dort beugt sich Aurora über ihn, um ihn zu küssen.
Die Handlung weicht lediglich in wenigen Details von der Romanvorlage ab. So unterstützt Molina am Schluss des Romans den Kampf Valentíns und wird dabei erschossen.

## Musiknummern
| Erster Akt 1. „Prologue“ / „Prolog“ 2. „Her Name Is Aurora“ / „Aurora“ 3. „Over the Wall“ / „Hinter der Wand (1)“ 4. „Bluebloods“ / „Königsblut“ 5. „Dressing Them Up“ / „Stil und Dekor“ 6. „I Draw the Line“ / „Nur bis hierher“ 7. „Dear One“ / „Liebes“ 8. „Over the Wall II“ / „Hinter der Wand (2)“ 9. „Where You Are“ / „Wo du bist“ 10. „Over the Wall III -- Marta“ / „Marta“ 11. „Come“ 12. „I Do Miracles“ / „Ich mach Wunder war“ 13. „Gabriel's Letter/My First Woman“ / „Gabriels Brief/Meine erste Frau“ 14. „Morphine Tango“ / „Morphium Tango“ 15. „You Could Never Shame Me“ / „Es ist keine Schande“ 16. „A Visit“ / „Molina und die Spinnenfrau“ 17. „She’s a Woman“ / „Frau sein“ 18. „Gimme Love“ | Zweiter Akt 1. „Russian Movie/Good Times“ / „Nun wird es gleich morgen“ 2. „The Day After That“ / „Am Tag danach“ 3. „Mama, It's Me“ / „Ich bin's Mama“ 4. „Anything for Him“ / „Ich würd alles für ihn tun“ 5. „Kiss of the Spiderwoman“ / „Lied der Spinnenfrau“ 6. „Over the Wall IV -- Lucky Molina“ 7. „Only in the Movies“ / „Happy End (Nur im Kino)“ |

## Auszeichnungen
Tony Awards 1993
- Bestes Musical (Livent, Inc.)
- Beste Musicallibretto (Terrence McNally)
- Beste Originalmusik (John Kander, Frank Ebb)
- Bester Darsteller in einem Musical (Brent Carver)
- Beste Darstellerin in einem Musical (Chita Rivera)
- Bester Nebendarsteller in einem Musical (Anthony Crivello)
- Beste Kostüme (Florence Klotz)

Nominierungen
- Bestes Bühnenbild (Jerome Sirlin)
- Bestes Lichtdesign (Howell Binkley)
- Beste Choreografie (Vincent Paterson, Rob Marshall)
- Beste Musicalregie (Harold Prince)

Theatre World Award 1995
- Vanessa Williams

Theatre World Award 1993
- Brent Carver

Drama Desk Award 1993
- Herausragendes Musical (Livent, Inc.)
- Herausragender Darsteller in einem Musical (Brent Carver)
- Herausragende Darstellerin in einem Musical (Chita Rivera)
- Herausragende Musik (John Kander)
- Herausragende Kostüme (Florence Klotz)

Nominierungen
- Herausragendes Bühnenbild (Jerome Sirlin)